# Сен-Лизье
Сен-Лизье́ (фр. Saint-Lizier, окс. Sent Líser) — коммуна во Франции, находится в регионе Юг — Пиренеи. Департамент коммуны — Арьеж. Административный центр кантона Сен-Лизье. Округ коммуны — Сен-Жирон.
Код INSEE коммуны — 09268.

## Население
Население коммуны на 2008 год составляло 1466 человек.
| 1962 | 1968 | 1975 | 1982 | 1990 | 1999 | 2008 |
| ---- | ---- | ---- | ---- | ---- | ---- | ---- |
| 1635 | 1695 | 1719 | 1855 | 1646 | 1592 | 1466 |

## Экономика
В 2007 году среди 811 человек в трудоспособном возрасте (15—64 лет) 561 были экономически активными, 250 — неактивными (показатель активности — 69,2 %, в 1999 году было 64,2 %). Из 561 активных работали 505 человек (252 мужчины и 253 женщины), безработных было 56 (31 мужчина и 25 женщин). Среди 250 неактивных 47 человек были учениками или студентами, 138 — пенсионеры, 65 были неактивными по другим причинам.

## Достопримечательности
- Кафедральный собор Сен-Лизье и монастырь
- Аптека в Отель-Дьё
- Музей «Дворец епископов»
- Часовня Нотр-Дам-дю-Марсан

## Фотогалерея
- Сен-Лизье
- Мэрия
- Часовня Нотр-Дам-дю-Марсан
- Монастырь